# 20591 Sameergupta
20591 Sameergupta è un asteroide della fascia principale. Scoperto nel 1999, presenta un'orbita caratterizzata da un semiasse maggiore pari a 2,6024685 UA e da un'eccentricità di 0,0574564, inclinata di 3,57498° rispetto all'eclittica.